# Gazeta Administracji i Policji Państwowej
Gazeta Administracji i Policji Państwowej – polski miesięcznik ukazujący się w latach 1922-1935, wydawany przez Ministerstwo Spraw Wewnętrznych. Czasopismo omawiało zagadnienia prawa, administracji, samorządu i Policji Państwowej. Drukowane w Drukarni Policyjnej przy ul. Długiej 38 w Warszawie.